# Adam Trautman
Pour les articles homonymes, voir Trautman.
(en) Statistiques sur pro-football-reference
Adam Trautman (né le 5 février 1997 à Williamsburg) est un joueur professionnel américain de football américain. Il évolue au poste de tight end pour les Broncos de Denver. Il joue auparavant pour les Saints de La Nouvelle-Orléans. Il joue au football universitaire pour les Flyers de Dayton et est sélectionné par les Saints au troisième tour de la draft 2020 de la NFL .

## Jeunesse
Trautman grandi à Williamsburg, dans le Michigan, et fréquente le lycée de Elk Rapids, où il a joué au basket-ball et au football. Il est sélectionné dans l'équipe All-County dans les deux sports. Trautman est nommé joueur de l'année de la conférence Lake Michigan dans son année senior.

## Carrière universitaire
Trautman est un redshirt lors de sa première saison à l'université de Dayton, passant de quarterback à tight end. En tant que freshman redshirt, il complète 24 passes pour 238 yards et trois touchdowns. Il réalise 43 réceptions pour 537 yards et cinq touchdowns et est nommé dans la deuxième équipe All-Pioneer Football League lors de sa deuxième saison. En tant que junior, Trautman mène l'équipe avec 41 réceptions, 604 yards et neuf touchdowns et est de nouveau nommé dans la deuxième équipe All-PFL. En tant que senior, il a été nommé joueur offensif de l'année de la PFL et dans la première équipe All-PFL après avoir attrapé 70 passes pour 916 yards et 14 touchdowns,,. Il termine sa carrière universitaire avec 171 réceptions pour 2 295 yards et 31 touchdowns. Trautman participe au Senior Bowl en 2020, attrapant deux passes.

## Carrière professionnelle
| Taille             | Poids           | Bras           | Main          | Sprint   | Sprint   | Sprint   | Shuttle 20 yards | 3 cones drill | Détente        | Détente            | Développé couché | Test Wonderlic |
| Taille             | Poids           | Bras           | Main          | 40 yards | 10 yards | 20 yards | Shuttle 20 yards | 3 cones drill | verticale      | horizontale        | Développé couché | Test Wonderlic |
| 1,96 m (6 ft 5 in) | 116 kg (255 lb) | 83 cm (32½ in) | 24 cm (9½ in) | 4,80 s   | 1,65 s   | 2,76 s   | 4,27 s           | 6,78 s        | 88 cm (34½ in) | 2,90 m (9 ft 6 in) | 18 repétitions   | -              |

### Saints de la Nouvelle-Orléans
Trautman est repêché par les Saints de la Nouvelle-Orléans au troisième tour avec le 105e choix au total de la draft NFL 2020. Il est le premier joueur de Dayton à être repêché depuis Bill Westbeld en 1977,. Trautman fait ses débuts dans la NFL le 13 septembre 2020, lors du match d'ouverture de la saison contre les Buccaneers de Tampa Bay, devenant ainsi le premier joueur de Dayton à apparaître dans un match de la NFL en 45 ans. Il a attrapé une passe de 17 yards de Drew Brees pour sa première réception en carrière le 21 septembre 2020, lors du Monday Night Football lors d'une défaite 34-24 contre les Raiders de Las Vegas. Au cours de la semaine 9, contre les Buccaneers, il a eu trois réceptions pour 39 yards et sa première réception de touchdown professionnel lors de la victoire 38-3. Il termine sa saison recrue avec 15 réceptions sur 16 cibles pour 171 yards et un touchdown et a été classé meilleur tight end recrue par Pro Football Focus, qui l'a également classé meilleur tight end pour le blocage sur les jeux de course dans la NFL. Trautman commence la saison 2021 en tant que tight end titulaire pour les Saints après le départ de Jared Cook pendant l'entre-saison. Il est placé sur la réserve des blessés le 23 novembre 2021. Il a été activé le 18 décembre. Au cours de la saison 2021, il termine avec 27 réceptions pour 263 yards et deux touchdowns. Au cours de la saison 2022, il a terminé avec 18 réceptions pour 207 yards et un touchdown.

### Broncos de Denver
Le 29 avril 2023, Trautman a été échangé des Saints, avec le 257e choix de la draft de 2023, aux Broncos de Denver en échange du 195e choix du repêchage. Il est partant pour les Broncos tout au long de la saison, jouant les 17 matchs avec 12 départs tout en enregistrant 22 réceptions pour 204 yards et trois touchdowns.
Le 13 mars 2024, Trautman signe une prolongation de contrat de deux ans avec les Broncos.